# 華氏451度
《華氏451度》（英語：Fahrenheit 451），美國作家雷·布萊伯利所著的反烏托邦小說，於1953年出版。
故事敘述了一個壓制自由的近未來世界，禁止人們閱讀及擁有書籍，所謂的消防員的工作不是滅火，而是焚書。文中的主人公，蓋·蒙塔格，就是一名負責焚書的消防員。華氏451度（攝氏233度）是雷·布萊伯利给出的紙張的燃點。实际上不同的纸燃点不同，一般在440—470 °F（227—243 °C）之间。
《華氏451度》改寫自1951年發表的中篇《消防員》（The Firemen），發表于2月的《星际科幻》（Galaxy Science Fiction）杂志。由（François Truffaut）執導的同名電影于1966年上映。另一部同名電影于2018年坎城影展举办首映，是1966年版本的更新版，由迈克尔.B.乔丹与迈克尔.珊农主演。除此之外，BBC Radio 4也以這部小說製作了兩部忠於原著的廣播劇。
一直以來，人們對這本書的理解各有不同，但主要認為該書聚焦歷史中焚書坑儒在壓制思想上的作用。儘管如此，原作者雷·布萊伯利強調，這部小說並非討論審查制度，而是關注電視對人們閱讀習慣的威脅。本書也對於人與書的關係，科技與娛樂對人們生活造成的變化、政府與媒體如何聯手增強社會控制等各方面有著深刻的描寫。
小说获奖无数。1954年，小说获得美国艺术暨文学学会的文学奖和加州共和俱乐部金奖。1984年，小说获得普罗米修斯“名人堂”奖和1954雨果“复古”奖，这是2004年雨果最佳复古小说中四个奖中的一个。布莱伯利获1976年有声图书格莱美的口头语言荣誉提名。

## 故事大綱
《华氏451度》背景设在未知城市（可能是美国中西部），在1960年后某个未知时刻里。
小说分为三个部分：“火炉与火蜥蜴”、“滤网与沙子”和“火光”。

### “火炉与火蜥蜴”
盖·蒙塔格是一名“消防员”，任务是焚毀禁书。一个秋季的夜晚，当他下班回家时遇到了一位新邻居：妙龄女孩克菈瑞瑟·麦克蕾。麦克蕾兰思想自由，她天马行空的性格让蒙塔格质疑自己的人生以及一成不变的幸福观。蒙塔格回家后发现妻子缪德莉误服了过量的安眠药，于是急电救护。缪德莉得救，但对危急毫无印象。第二天，麦克蕾按时等蒙塔格下班。她告诉他自己的兴趣让她在学校倍受排斥。蒙塔格想要去参加所述的会议，但是正当他对此表示期望时，麦克蕾不见了。他感到出事了。
第二天，在焚书时，蒙塔格趁同事不注意私藏了几本。面对必然的消亡，藏书的老妪拒绝离开，而是选择点燃火柴，与书籍一同燃烧。蒙塔格倍感震惊。在入睡前，他将私藏的书放在枕头下。震撼之余，他试图与妻子深入交流，但是却发现自己对妻子一无所知，根本没有共同语言。蒙塔格问她最近是否见过麦克蕾兰。妻子喃喃道她认为麦克蕾兰已经因交通事故遇害，她们全家已经搬走。不安的蒙塔格试图入睡，并听到窗外八脚机器“猎犬”正在帮助其他消防员焚书。
第二天，蒙塔格起身上班。他将老妪的事告诉冷漠的妻子，并称自己想要辞职。而辞职后收入可能不保让两人大吵一架，妻子告诉蒙塔格这一切都是老妪私藏禁书引起的，都是她自己的错。
毕堤是蒙塔格的队长，他前来看蒙塔格怎样。得知蒙塔格的顾虑，毕堤重述书籍已经失去价值，这就是为什么要消防员来焚书的缘故：在新时代里，人们使用更先进的媒体、运动，适应更快节奏的生活。书籍要被无情地删减，以适应人们日益短暂的注意力，抗议的不过是少数人，要保护书籍中过时的东西。政府对此加以利用，消防员为了公众利益被聘用来焚书。毕堤不经意地提起所有消防员会好奇地私藏一两本；只要禁书在24小时内被焚，全家就会没事。
在毕堤离开后，蒙塔格告诉妻子在一年间他私藏了许多禁书，放在空调背后。惊慌的妻子将书投入焚化炉；蒙塔格制止了她，并告诉她俩人要坐下来读书，看看它们的价值到底在哪里。如果书籍毫无意义，就答应立刻焚书，回归正轨。

### “滤网与沙子”
当蒙塔格和妻子精读禁书时，前门传来闻味道的声音。蒙塔格立刻意识到这是机器猎犬，而缪德莉把它当成普通的宠物狗。当声音停止后，他们继续了讨论。蒙塔格对缪德莉试图自杀、老妪的殉道，以及头上轰炸机盘旋的声音感到悲哀，他们对即将到来的战争知之甚少。他称或许书中所记载的信息可以帮助社会逃过灭顶之灾。然而，她的朋友安·鲍尔斯的到来打断了谈话，他们决定当晚在家看客厅墙（大型电视衬在客厅墙壁上）。
与此同时，蒙塔格认为他们需要理解书籍。他记起一年前他在公园遇到的英语教授费伯，当时书籍还不是违禁品。他致电费伯，但吓破胆的费伯立刻挂机。蒙塔格没有放弃，而是带着从老妪家中偷出来的《圣经》，坐地铁来见费伯。蒙塔格强迫胆战心惊的费伯给他做解析。费伯只得给蒙塔格一个自制的耳机，给他随时随地的提醒。
在蒙塔格回家后，妻子正在和克拉拉·菲尔普斯看电视。厌倦了无聊的节目，蒙塔格关了机，试图与闺蜜们做深度交流，但只是发现她们对即将临近的战争、朋友的去世、家庭和政治毫无兴趣。无聊之极，蒙塔格拿了本诗，这令闺蜜们感到诧异，并让费伯感到警觉。他读了诗篇“多佛海滩”，令菲尔普斯夫人感动落泪。在费伯的请求下，蒙塔格焚烧了书籍。闺蜜离开，妻子则将自己关在厕所，吞食更多的安眠药。
入夜，蒙塔格将书籍藏在后院，带着偷来的《圣经》回到消防队。他发现毕堤正在和同事玩牌。蒙塔格把书递给他，后者随手将它扔进垃圾箱。毕堤告诉蒙塔格他做了个梦，俩人在梦中没完没了地引述争论。在交谈中，蒙塔格突然发现毕堤其实隐藏了很多智慧。消防警报响起，毕堤带队出动。一行人来到目的地，蒙塔格惊讶地发现其竟是自己的家。

### “火光”
毕堤命令蒙塔格摧毁自己的家，告诉蒙塔格是他自己的妻子和朋友打了小报告。蒙塔格试图与缪德莉谈话，但是妻子匆匆上了出租车，消失在街头。蒙塔格遵命，用喷火器指向了自己的家。不巧，毕堤发现了蒙塔格的耳机，准备逮捕费伯。蒙塔格手持喷火器阻止毕堤，在后者嘲讽下将其烧死，并打晕了同事。在蒙塔格逃跑时，消防站的机器猎犬攻击他，在他腿上注射镇定剂。蒙塔格用喷火器打退了机器猎犬，成功逃走。
蒙塔格穿过街市，来到费伯家。费伯催促他逃亡乡下，到流亡的鸿儒那里。费伯告诉蒙塔格他会乘早班车到圣路易斯，之后会再见。从电视上，他们得知机器猎犬已经出动，直升机正在盘旋追捕蒙塔格。蒙塔格离开费伯家，费劲周折来带溪水边。
蒙塔格顺流而下，来到乡野，遇到流亡者们，领头的叫格蘭特。他们各自背诵一段经典，以便在新社会里派上用场。在得知流亡者们的故事后，人们无助地看着轰炸机向城市投放核弹，将城市夷为平地。费伯应该在早上乘车离开，那么缪德莉和其他人大概都已呜呼。流亡者们虽然受伤，但是躲过了冲击波。
第二天早晨，格蘭特告诉蒙塔格和众人有关凤凰转世的故事。他补充道凤凰与人类必然有相似之处，都会重复错误。格蘭特强调人类有些优点，那就是可以记起自己曾经的错误，以免重蹈覆辙。格兰特打趣道人们可以建起许多镜子工厂，以便自省。饭后，人们走向城市，开始重建。

## 人物

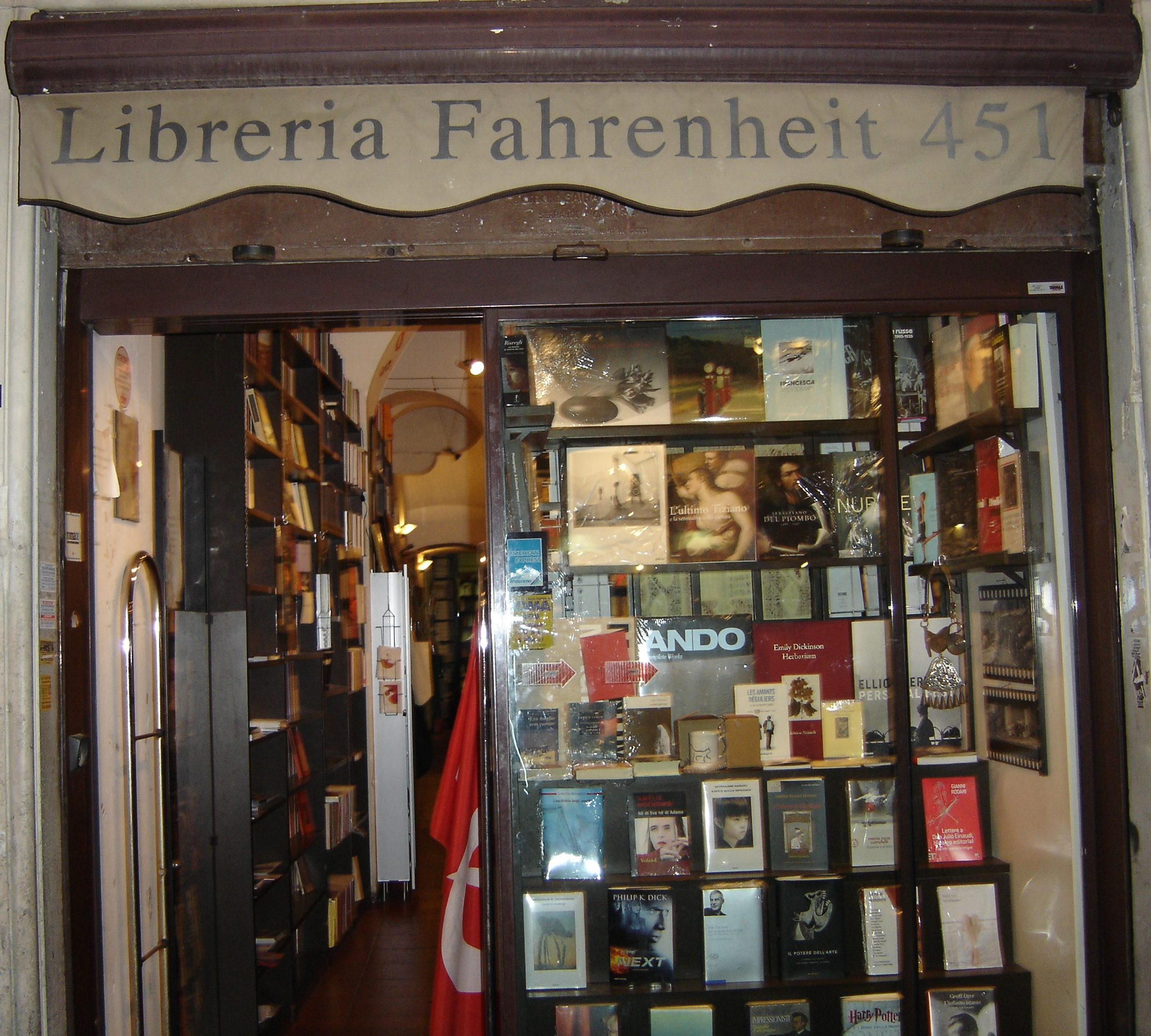
羅馬一間以本書為名的書店

- 蓋·蒙塔格（Guy Montag）作為本書的主角，他是一位忠於職守的消防員，卻透過自己的雙眼看到一切、產生懷疑，進而尋求自由。姓氏來於造紙公司。
- 克菈瑞瑟·麥克蕾蘭（Clarisse McClellan）是蒙塔格在回家的路上所遇到的17歲美少女。在這個無書的世界中，喜歡自然、好說話的她顯得一支獨秀。她與她的家人保持過去的生活方式，也受到政府監視。
- 繆德莉·蒙塔格（Mildred "Millie" Montag）是蒙塔格的妻子，有著安眠藥上癮症。生活不離科技產品，耳中時常帶著無線收音機，每天都待在電視牆前，蒙塔格書中一直想把她帶離現況。
- 畢堤隊長（Captain Beatty）是蒙塔格的長官，消防隊長。是位博學、豪快卻富有心機的学霸。他明白知曉這世界的運作，卻服膺於規則之下。
- 費伯（Faber）之前是英文教授。小心翼翼在這世界的夾縫中苟且偷生。曾與蒙塔格於私下有一面之緣，後來成為他反抗的導師。名字來自知名的文具製造商Faber-Castell。
- 安·鲍尔斯和克拉拉·菲尔普斯夫人，（Ann Bowles, Clara Phelps）是繆德莉的朋友，代表社会的反智主义和享乐主义。在来家里玩的时候，她们抱怨生活中的不快，对即将到来的战争、她们的丈夫、孩子和政治感到不屑。菲尔普斯夫人的丈夫皮特应征入伍（她认为丈夫过一周就可以回来，这就是她认为战争和參加綜藝節目差不多），觉得孩子不过是生活中的累赘。鲍尔斯结了三次婚，是位单身母亲。她的第一任丈夫抛弃了她，第二位丈夫出了事故，第三位丈夫自杀。她的两个孩子因疏于管教而十分叛逆：鲍尔斯夫人称自己的孩子打她，又因自己能够还手而感到自豪。当蒙塔格给她们读诗时，菲尔普斯感动落泪，而鲍尔斯夫人觉得这些文字伤了她的面子。

## 历史背景
布莱伯利一生热爱阅读开始于早年。在二十世纪二十年代到三十年代，他是图书馆的常客，回忆起遗憾的事情，他感到科幻小说没有得到足够的重视，如赫伯特·乔治·威尔斯，因为在当时科幻小说在文学界不登大雅之堂。在得知亚历山大图书馆被毁，这位青年明白面对审查和摧残，书籍是如此脆弱。日后，布莱伯利为纳粹党焚书和斯大林的大清洗倍感恐惧。
1945年，在二战末尾，日本遭到原子弹袭击，美国将注意力转移到苏联核弹计划以及共产主义扩张。成立于1938年的众议院非美调查委员会开始就共产党嫌疑调查公民，在1947年就此对好莱坞艺人举行听证会。该听证会产生了黑名单，即所谓的“好莱坞十君子”，他们是一组具有影响力的剧作家和导演。政府对演艺界的粗暴干预令布莱伯利十分愤怒。对自己政府的恼怒，以及1949年夜间遭遇疯狂的警察，导致布莱伯利写了《过路人》，这篇短篇小说成为《消防员》，尔后《华氏451度》。1950年，参议员约瑟夫·麦卡锡对共产党人疯狂的搜捕使得布莱伯利对政府的过激行为感到蔑视。
同年，众议院非美调查委员会对好莱坞进行审查，被认为是冷战的开始，1947年3月，杜鲁门主义宣布。1950年，冷战全面展开，美国公众对核战争和共产主义的恐惧达到前所未有的高度。这使得布莱伯利开始就核屠杀写作，以《华氏451度》结尾，象征当年美国人所恐惧的各个种种。
布莱伯利早年目睹了黄金时代广播转变为黄金时代电视，这正是他开始写作并最终完成《华氏451度》。布莱伯利认为这些媒体形式威胁到书籍阅读，并最终危及社会，他认为这些事物会干扰对重要事件的注意。这些对大规模媒体传播的蔑视化身为缪德莉和她的朋友，是小说的重要主题之一。

## 写作与发展
布莱伯利之前曾经写过一系列故事，《华氏451度》取自它们。许多年以来，他在采访和授课时表示自己曾经试图将《过路人》单拎出来作为《华氏451度》的原型。在2006年诗集《走向火焰：华氏451度的写作之路》序言中，他表示着过于简单了。《走向火焰》给出了《华氏451度》的全部族谱。如下包含了最扼要的部分。
在1947和1948年间，布莱伯利写了短篇小说《光辉凤凰》（直到1963年5月才在《科幻小说杂志》上出版），讲述了一位图书馆员遭遇名叫乔纳森·巴尼斯的焚书“大审查官”。很显然，巴尼斯是《华氏451度》中毕堤队长的预兆。
在1949年末，布莱伯利在一天夜行时被警察叫住盘问。当问到“你在干什么？”时，布莱伯利俏皮道：“把一只脚放在另一只脚前面。”这个事件为布莱伯利创作1951年短篇小说《过路人》提供了灵感。在《过路人》中，伦纳德·米德夜行时被城市里警方遥控的机器盘问骚扰，在此，所有人都呆在家里看电视。由于没有托词，米德因行事古怪而被送入“退化行为心理研究中心”。《华氏451度》也提到了这一主题，描述了利用广播传媒的独裁社会。
在《消防员》中，布莱伯利扩展了《光辉凤凰》的焚书事件和《过路人》的极权主义未来，小说在1951年2月在《银河科幻小说》上出版。《消防员》是布莱伯利在加州大学洛杉矶分校地下室鲍威尔图书馆的打字机上敲出来的，每半小时10分钱。第一份手稿为25,000字，在9天内完成。
在出版商巴兰坦的催促下，他得将小说字数翻倍，不得不重新回到打字房里续写，并再用了9天完成了《华氏451度》。故事完成后，巴兰坦在1953年将其出版。

### 补充材料
布莱伯利给小说补充了许多前后记，包括1979年结尾感言，1982年结束语、1993年前言和各类引言。他在这些补充材料里提供了对小说主题的评论，以及对电影改编的想法，各种与写作构思相关的个人轶事。

## 出版历史
小说在美国的第一版是由巴兰坦出版公司于1953年10月发行。在纸质版出版后精装版也相继出版，包括200份由石棉包装的签名特辑。严格意义上来说，这些小说是合集，因为它还包括了两个短篇小说：《操场》和《石头的呐喊》，尔后都被省略掉。几个月过去后，小说在早期《花花公子》杂志上刊登连载，日期为1954年的3月、4月和5月。

### 删改
自1967年1月起，《华氏451度》就被出版商巴兰坦反复删改，后者发布了面向高中生的“巴兰坦高中版”。被出版商审查删改的地方有“hell”（活见鬼）、“damn”（该死的）和“abortion”（墮胎）；改动超过了75个段落和两个章节。例如，一位醉汉扣肚脐眼变成了“一位病人“掏耳朵”。在一段时期内，删节版和原版都能同时买到，但是到了1973年巴兰坦只出版删节版。到了1979年这引起了布莱伯利的注意：
在1979年，布莱伯利的一位朋友给他看了删节版。布莱伯利要求巴兰坦公司撤回，恢复原文，在1980年原版再次露面。在复原版中的作者后记里，布莱伯利对读者描述称出版商删改作者文字并不稀奇，但是他称自己不会容忍手稿被“残害”。
“巴兰坦高中版”现在被出版商称之为“巴兰坦高中修订版”。

### 非印刷出版物
布莱伯利自己阅读的有声读物在1976年出版，获得第19屆格莱美奖最佳有声读物提名。2005年，克里斯托弗·赫特出版了另一个有声读物。图书的电子版在2011年12月发行。

## 迴响
1954年，《星际科幻》评论员格罗夫·康克林将小说列为“在过去几十年中最佳英语幻想小说。”《芝加哥论坛报》的奥古斯特·德莱斯称小说：“是一个对未来可能生活残忍的，令人震惊地残忍预言，”称其“引人注目”，赞扬布莱伯利“出色的想象力”。半个世纪后，山姆·维勒写道：“在出版之时，《华氏451度》被誉为社会评论中富有见地之作。”今天，《华氏451度》依然被视为反对盲从和焚书的警世通言。
当小说最初发行时，人们并没有发现其中的真谛。安东尼·鲍彻和J·弗朗西斯·康那士感到小说无趣无味，指责小说“不过是凑字，偶尔蹦出点有意思的把戏， ...常常闪烁写言辞上的才华[但是]在玩弄文字游戏。”在为《出彩科幻片》做评论时，P·司凯乐·米勒称标题是“布莱伯利另一个苦涩，几乎是歇斯底里的谩骂，”并赞扬其“感情强烈，引人入胜，文字细腻。”类似地，《纽约时报》对小说不感冒，常常指责布莱伯利制造了“对当今世界的恶意仇恨，如畸形的无线电、电视、电影、业余、职业运动、汽车和侮辱人类思维存在的简洁性。”

## 主题
就《华氏451度》的讨论常常集中在基于国家的审查制度。很显然，当布莱伯利写小说时正是麦卡锡时代，他很担心美国的审查制度。在1956年的电台采访时，布莱伯利说：
我写书的时候正为这个国家担心，担心四年前发生的事情。许多人连自己的影子都害怕；书籍有被焚烧的威胁。当时，很多书都下了架。当然，四年间事情变了很多。有不少回到了非常健康的方向上。但是当时我想写些故事，以便探究如果我们在这条路上无节制地走下去时国家会怎样。所有的思想停滞，恶龙吞噬了自己的尾巴，我们消失在狱所，被自己的行为毁灭。
随着时间推移，布莱伯利倾向于淡化审查制度。作为取代，他称《华氏451度》真正要传达的信息是談判思維被大众传媒和少数图书利益集团所包围。在五十年代末，布莱伯利回顾到：
在写短篇小说《华氏451度》时，我想自己正在描述未来四十或五十年会发生的事情。但是仅仅几个星期前，我在比佛利山遇到一对遛狗的夫妇。我停下来看着他们，全然震惊。女士手持一个小香烟盒大小的无线电，天线抖动着。这个跳跃的铜线末端连接着考究的圆锥体，塞入她的耳朵。这就是她，很明显，对于男子和狗来说，她正在收听远方的声音、私语和肥皂剧，就这样梦游着，由丈夫牵着走来走去，而丈夫也很可能同样心不在焉。这不是写小说。

这个故事类似缪德莉的“贝壳耳朵顶针”（即一种耳机），它成为她与蒙塔格之间壁垒。在2007年采访中，布莱伯利称人们误解了他的作品，《华氏451度》传达的其实是大众传媒如电视机扼杀了文学阅读。就少数人来说，他在1979年结尾部分写道：
焚书的方式不止一种。世界上满是点燃火柴的人们。每一个少数人权，也许是/浸信会人/一位论者/爱尔兰人/意大利人/八九十岁老人/禅宗佛教徒/犹太复国主义者/基督复临安息日会员/女性自由主义者/共和党人/玛特欣协会会员/四方福音人/都有必要、有权利、有义务去泼洒煤油，点燃导火线...在我的小说《华氏451度》中，消防队长毕堤描述了书籍首先由少部分人开始焚烧，每个人从这本书撕去一页或一个段落，直到书籍被清空、思想停滞，图书馆完全关闭的那天到来。六个星期前，我发现在这些年间，巴兰坦出版社的小房间里有一些编辑出于害怕侵蚀青年，对书籍75个段落一点一点地进行审查。阅读小说的青年终究会在未来应付审查和焚书事件，他们写信告诉我这个精巧的讽刺。巴兰坦的一位新编辑朱迪·林恩·德雷伊在这个夏天将正本书重新复原再版，把所有的“该死的”和“活见鬼的”放回了原位。

焚书审查制度，布莱伯利称两大因素有个副作用；毕堤队长与蒙塔格谈论消防员历史的对话于此一致。根据布莱伯利，是人民，而不是政府成为《华氏451度》中的罪犯。不敢怎样，审查制度的作用，无论是基于国家的还是其它的，都是小说最常常谈论的主题。
处理审查制度以外，小说还有其它主题被提及。两个主要主题是反对从众和利用技术和大众传媒控制个体。布莱伯利探索了政府可以利用大众传媒来影响社会，通过焚书来压制个体。毕堤和费伯都指出美国民众应当被指责。由于他们喜欢单纯正面的形象，书籍必须被压制。毕堤指责少数人，后者认为出版伤了他们的面子。费伯进一步称美国民众干脆停止了阅读。他注意到焚书自身成为了公众的娱乐。

## 展望未来
布莱伯利自称是“未来的阻止者，而不是预测者。”雖然他不相信焚书坑儒是未来的必然，但想警示相关的发展。在最近的采访中，当被问及他是否相信在学校里教授《华氏451度》可以阻止这种极权主义的未来，他表示否定。然而，他表示教育必须从幼儿园和小學一年级开始。如果学生在那时错过了阅读，就将再也读不到《华氏451度》了。
从技术方面说，山姆·维勒注意到布莱伯利“预测到了所有事情，包括平板电视到iPod耳机和24小时银行机器。”

## 其他媒體

### 電視
改編電視電影為HBO製作，由拉敏·巴赫拉尼執導，麥可·B·喬丹和麥可·夏儂主演，該片於2018年在HBO播出。

### 電影
改編電影由法蘭索瓦·杜魯福自編自導，並由奧斯卡·威內爾和茱莉·姬絲蒂主演，該片於1966年上映。

## 文化影响
麥可·摩爾的2004年记录片《華氏911》指的就是小说《華氏451度》与九一一袭击事件，使用了电影的副标题“自由燃烧的温度”来强调。这部电影为乔治·沃克·布什、反恐战争和它覆盖到的新媒体给予了一个严肃的观点，并且成为了最高票房的纪录片。雷·布萊伯利很生气，因为他觉得这电影盗用了他的标题，并且希望电影改名。
2015年，互联网工程指导组（IESG）支持了提案《报告法律障碍的HTTP状态码》（英語：An HTTP Status Code to Report Legal Obstacles），即现在的RFC 7725 （页面存档备份，存于）。这个提案详述了当用户请求了一个根据相关法律法规与政策禁止显示的页面时，受迫于法律法规而拦截资源的网站应该返回一个451的HTTP状态码。
《摄氏232度》是Robert Calvert写的一首诗，1977年书面出版，2007年专辑首发。这个标题影射了《華氏451度》，因为二者换算之后相等。
台灣台中市沙鹿區的一座圖書館臺中市立圖書館沙鹿深波分館在建築外牆上有著「451 °F」的字樣，即為致敬本作品。
Yorushika创作的一首歌曲「451」致敬本作品。

## 腳註

## 延伸讀物
- Bustard, Ned (2004), Fahrenheit 451 Comprehension Guide, Veritas Press.
- McGiveron, R. O. . Extrapolation (Liverpool University Press). 1996, 37 (3): 245–256. ISSN 0014-5483.
- McGiveron, R. O. . Explicator. 1996, 54 (3): 177–180. ISSN 0014-4940. doi:10.1080/00144940.1996.9934107.
- Smolla, Rodney A.  (PDF). Michigan Law Review. April 2009, 107 (6): 895–912. ISSN 0026-2234. （原始内容 (PDF)存档于2012-03-11）.
- Tuck, Donald H. . Chicago: Advent. 1974: 62. ISBN 978-0-911682-20-5.

## 外部連結
- 互联网电影数据库（IMDb）上《Fahrenheit 451》的资料（英文）
- Fahrenheit 451 republishing in eBook in Taiwan （页面存档备份，存于）
- Wikibooks Fahrenheit 451 project
- Thesis statements & important quotes from Fahrenheit 451 （页面存档备份，存于）
- SparkNotes Study Guide （页面存档备份，存于）